# Діазосполуки

Фенілдіазоній-катіон

Діа́зосполу́ки — ароматичні або аліфатичні сполуки із загальною формулою R—N+≡NX−, де R — арильний замісник, —N+≡N- — діазогрупа, а X —  кислотний залишок або гідроксогруппа (Cl−, NO—
3, ОН− та ін.)для ароматичних діазосполук та R2CN2 для аліфатичних. Наприклад, хлористий діазобензен C6H5N≡NCl. Діазосполуки отримують діазотуванням амінів. Діазосполуки використовують різноманітних органічних синтезів, для отримання азобарвників, лікарських речовин.

## Загальна характеристика
Сполуки містять дивалентну діазогрупу N2, приєднану до одного вуглецевого атома. Діазогрупа лінійна, електроноакцепторна, зв'язок між атомами N близький до потрійного.
Аліфатичні діазосполуки — сильні основи, термічно, при опромінюванні або під дією каталізаторів розкладаються до карбенів. Діазогрупа з атомом вуглецю може зв'язуватися у тричленний цикл у діазиринах, які дещо стабільніші, але при нагріванні також дають карбени, виділяючи азот. Ароматичні діазосполуки є солевидними (солі діазонію) і порівняно стійкими, для них характерні реакції заміни діазогрупи на інші групи (за реакціями Зандмеєра, Несмєянова).

## Хімічні властивості ароматичних діазосполук

### Реакції з виділенням азоту
Діазосполуки хімічно дуже активні. Найважливіші їх реакції, що йдуть з виділенням азоту. При нагріванні розчинів арендіазонію (як правило процес ведуть в 40—50 % розчині сірчаної кислоти) діазогруппа заміщується гідроксилом:
ArN≡NX + H2O → ArOH + N2 + HX
Заміщення діазогрупи на фтор відбувається при нагріванні сухого тетрафлуороборату арендіазонію:
ArN≡NBF4 → ArF+N2 + BF3.
У водному розчині діазогрупу можна замінити на хлоро-, бромо-, нітро- і ціаногруппу дією солей одновалентної міді у присутності відповідних кислот (реакція Зандмейєра):
ArN≡NX + CuCl → ArCl+N2 + CuX
ArN≡NX + CuCN → ArCN+N2 + CuX
Заміщення на йод і тіоціанат, йде по йонно-замісниковому механізму навіть за звичайних умов:
ArN≡NX + I− → ArI + N2 + X−
ArN≡NX + SCN− → ArSCN + N2 + X−
Без каталізатору діазогрупа заміщується на азидну і сульфгідридну.
Діозогрупа може бути заміщена і гідрогеном (дезамінування). Відновником може гіпофосфітна кислота, формальдегід, мурашина кислота, спирти:
{\displaystyle {\ce {2Ar-N2-X + H2O + H3PO2 ->2Ar-H + N2 + 2HX + H3PO3}}}
Спирти, окрім відновлення діазосполук, можуть утворювати з ними етери, тому при застосуванні спиртів утворюється суміш арену та етеру:
{\displaystyle {\ce {Ar-N2-X + R-OH -> Ar-OR + N2 + HX}}}
При взаємодії з метанолом виходить 90% етеру та 10% арену, але при збільшенні довжини радикалу спирту вміст арену зростає.
Реакцію дезамінування можна використати для синтезу сполук, які не можна синтезувати прямо через правила орієнтації. Наприклад, для синтезу 1,3,5-трибромобензену з бензену спочатку роблять анілін (через нітробензен), і під впливом аміногрупи при бромуванні утворюється 2,4,6-трибромоанілін. Далі аміногрупу перетворюють в діазогрупу і проводять реакцію дезамінування, утворюється 1,3,5-трибромобензен.

### Реакції без виділення азоту
Найважливішою реакцією ароматичних сполук, в якій не виділяється азот, є реакція азосполучення. Продуктом цієї реакції є азосполуки, які використовуються як барвники:
{\displaystyle {\ce {Ar-N2+ + H-Ar-X->[-H^+]Ar-N=N-Ar-X}}} (X = NH2, OH)